# Sinaloa-kartellet
Sinaloa-kartellet (Cártel de Sinaloa) er en mexicansk kriminel organisation som driver narkotikahandel. Organisationen blev etableret i Culiacán i Sinaloa i 1980-erne og den er central i den vestlige del af Mexico, i delstaterne Baja California, Sinaloa, Durango, Sonora og Chihuahua. Kartellet regnes som det største af de syv store i Mexico. Lederen, Chapo Guzman, er den mest eftersøgte narkobaron i verden.
I en programserie i maj 2010 om Den mexicanske narkotikakrig fandt den amerikanske radiostationen NPR ud af at dele af Mexicos hær har forbindelse til Sinaloa-kartellet. Hæren blev blandt andet beskyldt for at beskytte Guzman.